# Dome (Heard)
Der Dome (englisch, auch bekannt als Davis Dome) ist ein abgerundeter, verschneiter und 2410 m (nach australischen Angaben 2380 m) hoher Berggipfel auf der Insel Heard, die zum australischen Außengebiet der Heard und McDonaldinseln gehört. Er ragt 1,7 km nordwestlich des Mawson Peak auf.
Teilnehmer der Australian National Antarctic Research Expeditions nahmen 1948 Vermessungen vor und gaben ihm seinen Namen. Namensgeber in der Langform ist der australische Navigator und Entdeckungsreisende John King Davis (1884–1967).